# مادر (فیلم ۲۰۱۵)
«مادر» (پشتو: مور، اردو: ماں) فیلمی پاکستانی در سبک درام است که در سال ۲۰۱۵ منتشر شد.